# Голова Палати депутатів Парламенту Чехії
Голова Палати депутатів Парламенту Чеської Республіки (чеськ. Předseda Poslanecké sněmovny parlamentu České republiky), зазвичай називається спікером Палати депутатів — обраний керівний член Палати депутатів Чехії. З 10 листопада 2021 року посаду обіймає Маркета Пекарова Адамова, член партії ТОП 09.

## Обов'язки
- представляє Палату депутатів у зовнішніх справах
- висуває прем'єр-міністра для призначення Президентом республіки відповідно до другого речення розділу 4, статті 68 Конституції;
- приймає присягу членів Вищого контрольного управління
- передає всі законопроєкти та всі проєкти міжнародних договорів, які повинні бути затверджені парламентом до Сенату після їх прийняття / ратифікації Палатою депутатів
- передає всі підписані законопроєкти Президенту республіки для підписання
- передає всі підписані законопроєкти Прем'єр-міністру для підписання
- підписує закони та заяви, прийняті Палатою депутатів, та/або інші документи, видані Палатою депутатів
- викликає альтернативного кандидата, якщо мандат стає вакантним і видає сертифікат, що підтверджує, що він / вона став депутатом
- схвалює видачу будь-якого заступника, який потрапив під час кримінального правопорушення, або відразу після цього
- вказує порядок, у якому віцепрезиденти Палати депутатів мають право на його / її заміщення
- викликає, відкриває і закриває засідання Палати депутатів та спільні засідання Палати депутатів і Сенату
- викликає Палату депутатів до визначеної дати, якщо вона перебуває у перерві
- перериває засідання Палати депутатів у разі перебоїв або якщо Палата депутатів не становить кворуму
- призначає та відкликає Генерального секретаря